# Clara G. McMillan
Clara Gooding McMillan, född 17 augusti 1894 i Hampton County i South Carolina, död 8 november 1976 i Barnwell i South Carolina, var en amerikansk demokratisk politiker. Hon var ledamot av USA:s representanthus 1939–1941.
McMillan studerade vid Confederate Home College i Charleston i South Carolina och vid Flora McDonald College i Red Springs i North Carolina. Maken Thomas S. McMillan avled 1939 i ämbetet och änkan Clara fyllnadsvaldes till representanthuset. År 1941 efterträddes hon som kongressledamot av L. Mendel Rivers. Clara G. McMillan avled 1976 i Barnwell och gravsattes på Magnolia Cemetery i Charleston.